# EuroVelo 11

L'EuroVelo 11, també conegut com la Ruta de l'Est d'Europa, és una ruta ciclista internacional de llarga distància que recorre aproximadament 6.750 km a través d'11 països.

## Recorregut
La ruta comença en Nordkapp en el nord de Noruega i acaba a Atenes, Grècia. Al llarg del camí, passa per set capitals europees: Hèlsinki, Tallinn, Vílnius, Varsòvia, Belgrad, Skopie i Atenes.

### Diversitat
L'EuroVelo 11 ofereix una varietat de paisatges i cultures, des dels boscos boreals de Noruega fins a les platges mediterrànies de Grècia, encara que gran part de la ruta està ben desenvolupada i senyalitzada, algunes seccions encara estan en desenvolupament o en fase de planificació. Amb una longitud de més de 6.000 km, l'EuroVelo 11 és una de les rutes ciclistes més llargues del món.